# 尚典
尚典（琉球語：／  ?；日语：／ Shō Ten；1864年9月2日（同治三年八月二日）—1920年9月20日）和名中城王子朝弘，是琉球國末代國王尚泰王的長子。他是琉球國最後一位王世子，琉球國滅亡後，被日本封為侯爵，并當選貴族院議員。

## 生涯
- 1864年（清同治3年、日本元治元年）9月2日，出生於琉球國首里。
- 1874年（清同治13年、日本明治7年）加增久米具志川間切封地。
- 1878年（清光緒4年、日本明治11年）
  - 6月19日，元服。
  - 9月20日，與金武按司朝穩的女兒真如戶金（後改名祥子）結婚。
- 1879年（清光緒5年、日本明治12年）
  - 日本滅琉球，命令尚家移居東京。
  - 6月17日，敘為從五位。
- 1888年9月11日，尚典的長子尚昌出生。
- 1901年8月30日，其父尚泰薨，尚典襲封侯爵。
- 1907年，敘為勳四等。
- 1918年，敘為從二位。
- 1920年9月20日，尚典在首里的府邸病逝。

## 家族
- 父 尚泰
- 母 佐敷按司加那志

- 世子妃（後為侯爵夫人） 向祥子（童名真如戶金）

- 子女 
  - 長子 尚昌
  - 次子 尚景
  - 三子 尚旦
  - 四子 尚暢
  - 長女 尚延子

| 尚典        |                                |             |
| 前任： 尚泰 | 第二十代尚家当主 1901年—1920年 | 繼任： 尚昌 |